# Trollius riederianus
Trollius riederianus är en ranunkelväxtart. Trollius riederianus ingår i släktet smörbollssläktet, och familjen ranunkelväxter.

## Underarter
Arten delas in i följande underarter:
- T. r. citrinus
- T. r. riederianus
- T. r. uncinatus

## Bildgalleri

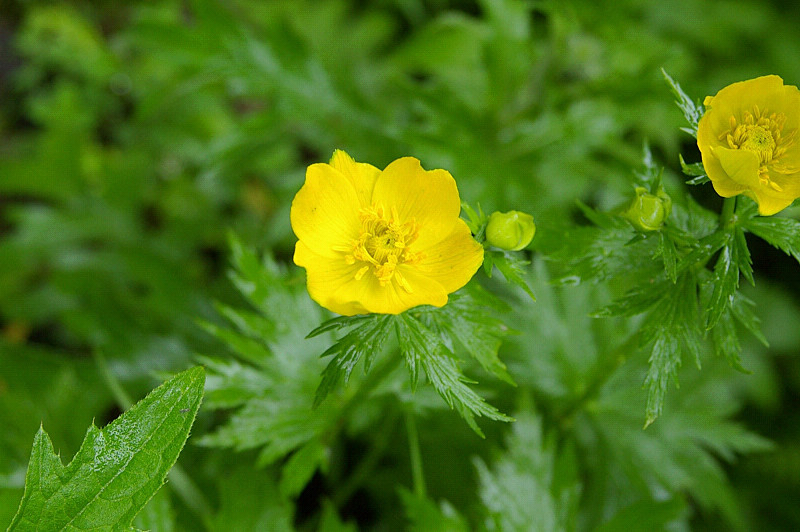
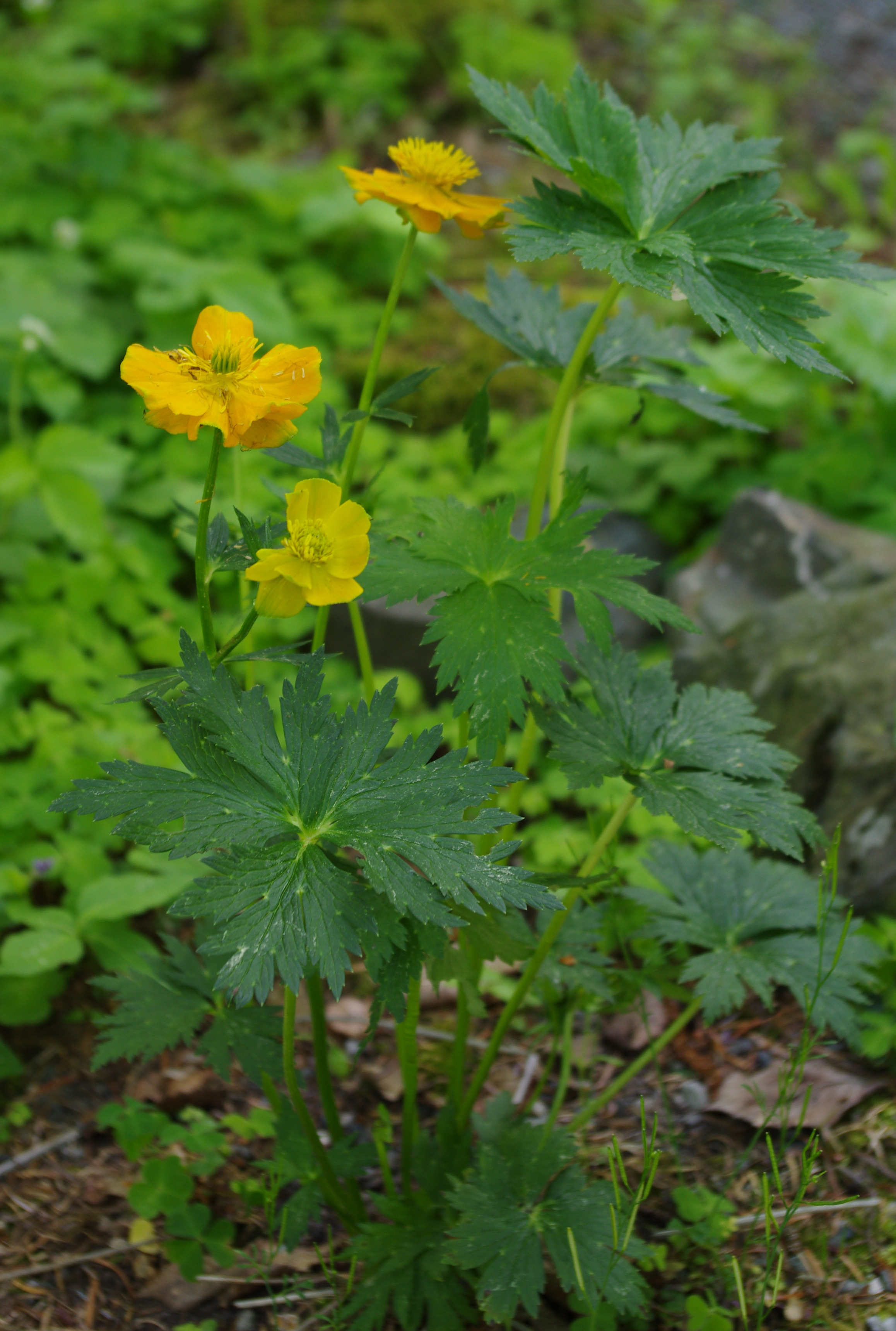
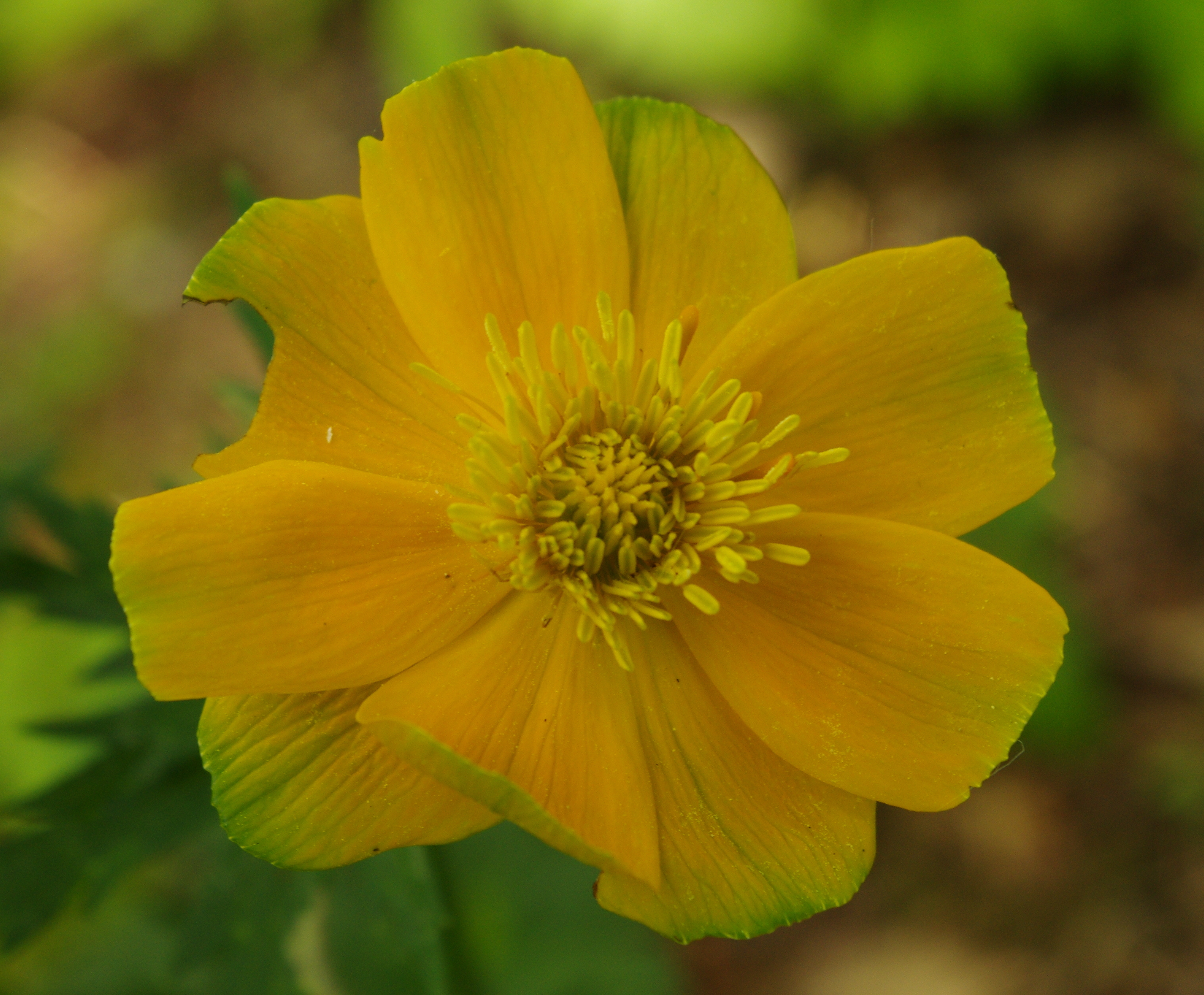
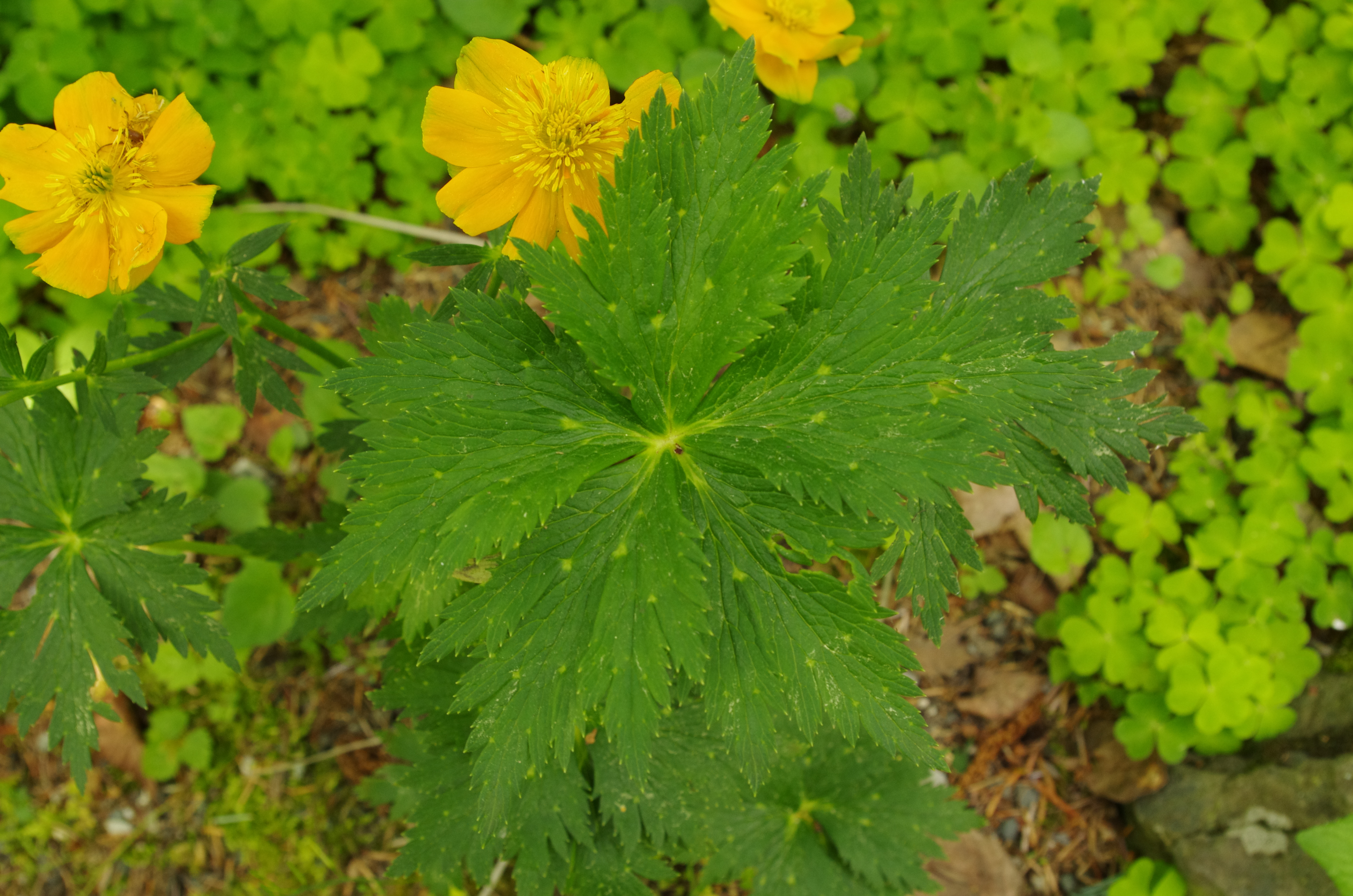
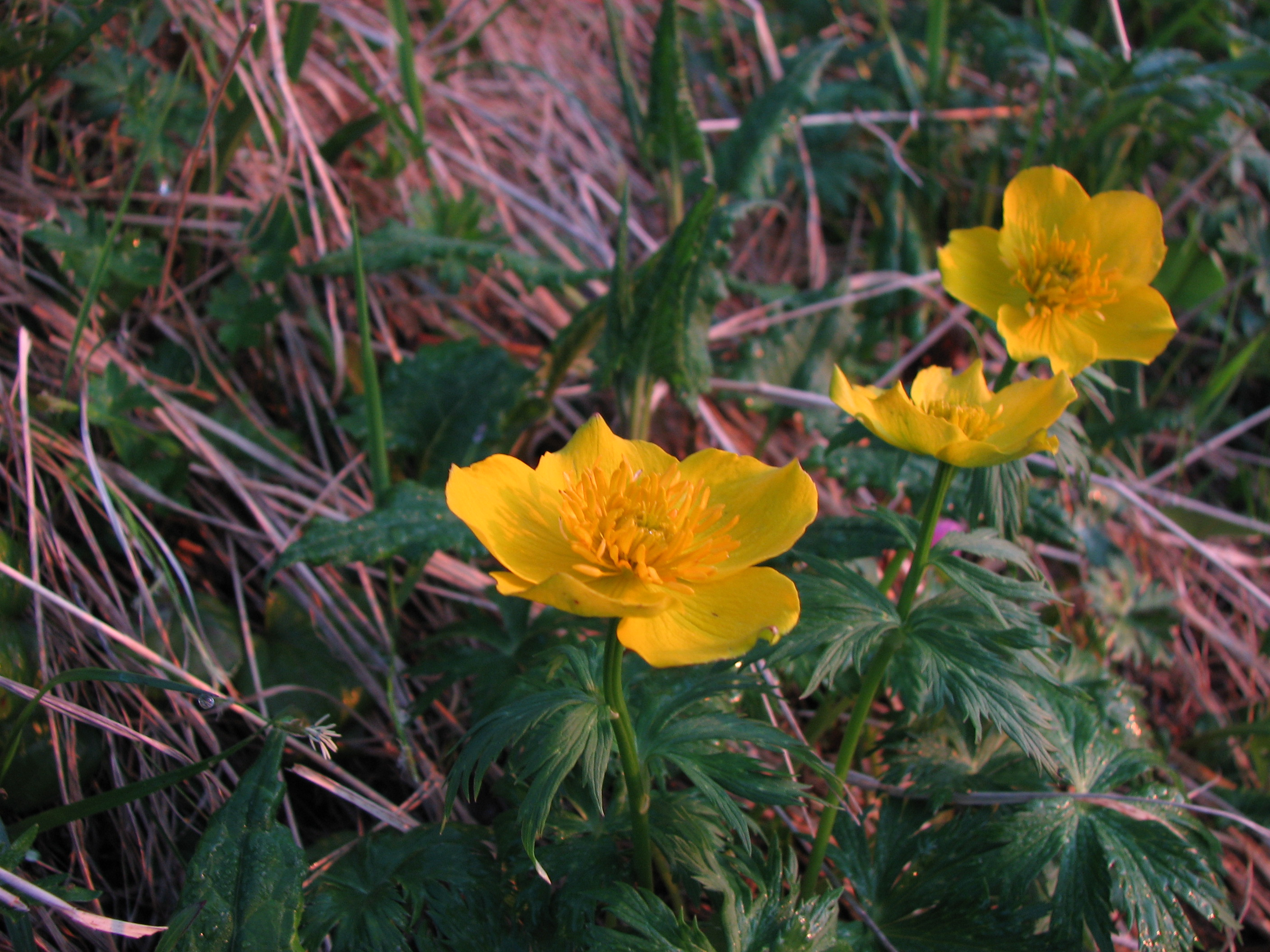